# Richard S. Schweiker
Richard Schultz Schweiker (ur. 1 czerwca 1926 w Norristown, zm. 31 lipca 2015 w Pomonie) – amerykański polityk, członek Partii Republikańskiej.
W latach 1961–1969 był przedstawicielem stanu Pensylwania w Izbie Reprezentantów Stanów Zjednoczonych, a w latach 1969–1981 reprezentował ten stan w Senacie Stanów Zjednoczonych. W latach 1981–1983 piastował stanowisko sekretarza Departamentu Zdrowia i Opieki Społecznej Stanów Zjednoczonych w gabinecie prezydenta Ronalda Reagana.
Był wiernym Kościoła Szwenkfeldrystów.